# Антонівка (Берестечківська міська громада)
Анто́нівка — село в Україні, у Берестечківській громаді Луцького району Волинської області. Населення становить 225 осіб.

## Історія
12 червня 2020 року, відповідно до розпорядження Кабінету Міністрів України № 708-р «Про визначення адміністративних центрів та затвердження територій територіальних громад Волинської області», село увійшло у склад Берестечківської міської громади.
19 липня 2020 року, в результаті адміністративно-територіальної реформи та ліквідації Горохівського району, село увійшло до складу новоутвореного Луцького району.

## Населення
Згідно з переписом УРСР 1989 року чисельність наявного населення села становила 204 особи, з яких 86 чоловіків та 118 жінок.
За переписом населення України 2001 року в селі мешкало 225 осіб. 100 % населення вказало своєю рідною мовою українську мову.